# Cerastium behmianum
Cerastium behmianum är en nejlikväxtart som beskrevs av Muschler. 
Cerastium behmianum ingår i släktet arvar, och familjen nejlikväxter. Inga underarter finns listade i Catalogue of Life.